# Rolf Koschorrek

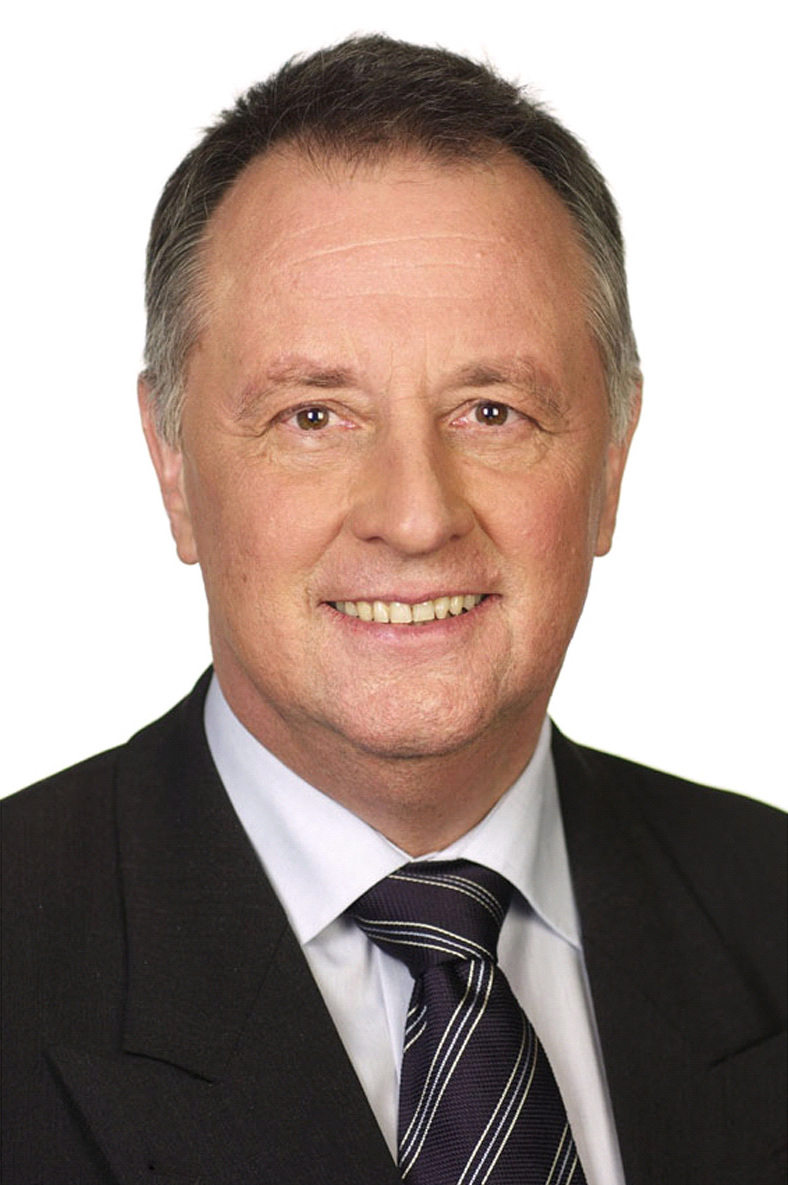
Rolf Koschorrek (2010)

Rolf Koschorrek (* 17. Juni 1956 in Bad Bramstedt; † 12. Januar 2020 in Berlin) war ein deutscher Politiker (CDU).

## Ausbildung und Beruf
Nach dem Abitur 1975 an der Jürgen-Fuhlendorf-Schule in Bad Bramstedt absolvierte Koschorrek bis 1978 eine Ausbildung zum Zahntechniker in Kiel und war anschließend bis 1981 in seinem erlernten Beruf tätig. 1981 begann er dann ein Studium der Zahnmedizin an der Georg-August-Universität Göttingen, welches er 1986 beendete. Danach war er in Braunschweig als Assistenzarzt tätig und war seit 1989 in eigener Praxis als Zahnarzt in Bad Bramstedt niedergelassen. 1991 erfolgte seine Promotion zum Dr. med. dent. an der Universität Göttingen mit der Arbeit Tissue Polypeptide Antigen im Liquor cerebrospinalis und im Serum bei verschiedenen neurologischen Erkrankungen.
Rolf Koschorrek hatte eine Tochter.

## Partei
Koschorrek trat 1983 in die CDU ein und gehörte seit 2006 als Beisitzer dem CDU-Landesvorstand in Schleswig-Holstein an. Seit 2006 war er außerdem im Bundesvorstand der Mittelstands- und Wirtschaftsvereinigung (MIT) der CDU/CSU und dessen Co-Vorsitzender der Kommission Gesundheit.

## Abgeordneter
Koschorrek gehörte seit 1994 der Stadtverordnetenversammlung seines Heimatortes Bad Bramstedt an und war hier auch stellvertretender Vorsitzender der CDU-Fraktion.
Seit 2005 war er Mitglied des Deutschen Bundestages. Sowohl 2005 als auch 2009 wurde er im Wahlkreis Steinburg – Dithmarschen Süd direkt in den Bundestag gewählt.
Seit 2009 war er stellvertretender gesundheitspolitischer Sprecher der CDU/CSU-Fraktion.
Im November 2012 wurde er in seinem Wahlkreis nicht wieder als Direktkandidat für die Bundestagswahl 2013 aufgestellt. Als Gründe für das Abstimmungsverhalten wurden das Ausmaß seiner Nebentätigkeiten und -einkünfte (siehe unten) sowie unzureichende Präsenz im Wahlkreis genannt. Koschorrek sah seine Tätigkeit als Abgeordneter durch die Nebentätigkeiten nicht eingeschränkt, die Abwesenheit sei krankheitsbedingt gewesen.

## Mitgliedschaften
Koschorrek war Mitglied der Europa-Union Parlamentariergruppe Deutscher Bundestag. Des Weiteren war er seit dem 1. Januar 2012 Präsident des Bundesverbandes der Freien Berufe (BFB) und des Freien Verbands Deutscher Zahnärzte (FVDZ).

## Weitere Nebentätigkeiten
Während seines Bundestagsmandats hielt Koschorrek 54 Vorträge, für die er Honorare in Höhe von mindestens 64.000 Euro erhielt. Zu den Auftraggebern gehörten Unternehmen und Verbände aus der Gesundheitswirtschaft, darunter AstraZeneca, Pfizer, UCB, Novartis, der Verband der Deutschen Dental-Industrie, B. Braun Melsungen und Genomic Health.
Außerdem war er Leiter der Hauptstadtrepräsentanz in Berlin des Deutschen Berufsverbandes der Hals-Nasen-Ohrenärzte (BVHNO) und der Deutschen Gesellschaft für Hals-Nasen-Ohren-Heilkunde, Kopf- und Hals-Chirurgie (DGHNO).